# Таинственный некто
«Таинственный некто» — мистическая драма из индийской жизни. Выпуск фильма — 9 ноября 1914 года. Фильм сохранился не полностью (фрагменты 2-х частей) и без титров.

## Сюжет
Из — за некомплектности материала и отсутствия титров содержание фильма не установлено. В тогдашней прессе сообщалось, что фильм снят в стиле рассказов Эдгара По. Содержание сохранившихся фрагментов сцен примерно таково: в одном доме живут молодой литератор и "таинственный некто" — старик с "гипнотическим" взглядом, обладающий магической силой. Однажды они вместе посещают варьете, и там литератор знакомится с одной из актрис. Между ними начинается роман, за которым внимательно следит таинственный старик...

## Критика
Эта своеобразная, далекая от шаблона картина очень сходна по духу с таинственными рассказами Эдгара По, в которых так много чарующей прелести и глубины. Поставлена и разыграна картина хорошо. 